# 大分県立由布高等学校
大分県立由布高等学校（おおいたけんりつ ゆふこうとうがっこう）は、大分県由布市庄内町大龍にある県立高等学校。

## 沿革
県立碩南中学校
- 1885年（明治18年）- 6月5日、大分郡大分町字荷揚町に大分県立大分中学校が開校。
- 1886年（明治19年）- 10月、大分県尋常中学校と改称。
- 1894年（明治27年）- 3月、中津分校を設置（下毛郡中津町）。新校舎に移転する（大分郡豊府村字津院）。
- 1897年（明治30年）- 大分県大分尋常中学校と改称.。杵築、臼杵、竹田に分校を設立。中津分校は独立。
- 1900年（明治33年）- 3月、分校がそれぞれ独立。
- 1901年（明治34年）- 大分県立大分中学校と改称。
- 1941年（昭和16年）- 学内に県立夜間中学校を併設。
- 1943年（昭和18年）- 11月11日、県立夜間中学校が大分県立碩南中学校と改称。
- 1948年（昭和23年）- 4月1日、 学校改革により、大分中学校・碩南中学校・他2校が合併し大分県立大分第一高等学校となる。7月30日、定時制の由布院分校、野津原分校が開校。
- 1949年（昭和24年）- 分校が上野校舎、大道校舎と改称。稙田分校が開設。
- 1951年（昭和26年）- 大分県立大分上野丘高等学校と改称。

私立庄内実家高等女学校
- 1941年（昭和16年）- 4月11日 - 私立庄内実科高等女学校開校。
- 1951年（昭和26年）- 4月、大分県立大分上野丘高等学校の庄内分校となる。

県立上野丘高等学校
- 1955年（昭和30年）- 4月1日、上野丘高等学校のうち由布院、野津原、稙田、庄内の定時制分校が統合独立し、定時制の大分県立碩南高等学校となる[1]。
- 1962年（昭和37年）- 4月1日、定時制から全日制普通科に転換。
- 2006年（平成18年）- 4月、前年10月1日の由布市発足に伴い、大分県立由布高等学校に改名。

## 設置科
- 普通科

## 高校再編
2008年（平成20年）1月9日に大分県教育委員会が公表した2010 - 2014年度の後期高校再編計画の検討素案においては、本校を廃止することが提案されていたが、同年8月27日に決定された最終案では、2011年度（平成23年度）から連携型中高一貫教育を導入し、存続することとなった。

## 卒業生
- 木津悠輔 - ラグビー選手。
- 野畑美咲 - ライフル射撃選手。2024年パリオリンピック射撃の女子個人・混合団体10mエアライフル日本代表。